# Pedro Martins de Siqueira
Pedro Martins de Siqueira (Alfenas, 19 de agosto de 1911 – Alfenas, 15 de dezembro de 1957) foi um político mineiro.

## Biografia
Pedro era filho de Joaquim Martins Sobrinho e Sérvula Eduarda de Siqueira, descendente do lado paterno dos fundadores de Alfenas, irmão de José Martins de Siqueira, que também foi prefeito de Alfenas e tio de Antônio Martins de Siqueira, primeiro reitor da Universidade Federal de Alfenas. Dedicou-se à cidade como educador, atuando como professor da disciplina de Odontopediatria da Escola de Farmácia e Odontologia de Alfenas e seu diretor de 1948 até 1957, tendo promovido o desenvolvimento do ensino da Odontologia. Foi prefeito municipal de 1951 a 1954, realizado grandes obras de reurbanização, com destaque à reforma dos jardins da Praça Getúlio Vargas. Presidiu a Conferência Vicentina, o Sindicato Rural e dirigiu a extinta Cooperativa de Crédito Agrícola de Alfenas. Morreu com 46 anos em 15 de dezembro de 1957.